# Jardin de l'Évêché de Limoges
Pour les articles homonymes, voir Jardin de l'Évêché.
Le jardin municipal de l'Évêché, plus proprement dénommé au pluriel jardins de l'Évêché (en raison de ses différents étages et aspects), est un jardin public municipal de la ville de Limoges (Haute-Vienne), situé dans le quartier historique de La Cité, en surplomb de la Vienne et de la coulée verte des bords de Vienne.
D'une superficie totale d'environ cinq hectares, les jardins de l'Évêché sont le plus grand espace vert du centre-ville de Limoges, accolés à la cathédrale Saint-Étienne et surtout à l'ancien évêché de la ville, désormais musée municipal des Beaux-Arts. Ils sont divisés en un jardin à la française, jardin public typique composé de bassins et de haies d'arbres, et un vaste jardin botanique, lui-même divisés en trois espaces : jardin systématique, jardin à thèmes et jardin des milieux naturels régionaux.
Propriété de la ville de Limoges depuis 1910, il est géré et entretenu par le service municipal des espaces verts.

## Historique
Le jardin est initialement une propriété privée ecclésiastique, dépendance de l'évêché de Limoges. En 1888, la majeure partie du jardin est mise à disposition du public. Après la loi de séparation des Églises et de l'État, le jardin est acquis par la Ville qui l'ouvre en visite libre dès 1911. Endommagé par la présence de baraquements de l'armée pendant la Première Guerre mondiale, le site est une première fois restauré dans les années 1920, puis plus activement en 1976.

## Jardin botanique
Il a été créé dans les années 1950 pour servir de lieu d'observation aux étudiants de la faculté de pharmacie.
- Jardin historique (ou systématique)

C'est la partie la plus ancienne du jardin, riche de 1 500 espèces végétales, réparties en parterres et rocailles. Elle jouxte la chapelle de l'ancien séminaire de Limoges, établi sur l'emplacement de l'ancienne abbaye Sainte-Marie de la Règle, et qui elle abrite le dépôt légal régional.
- Jardin à thèmes (ou pratique)

Situé sur la terrasse intermédiaire, on y trouve, alignés en rangées, plantes médicinales, plantes dites industrielles, aromatiques, alimentaires, colorantes, et un espace réservé aux plantes protégées du Limousin.
- Jardin écologique

En contrebas de la chapelle, sur le site de l'ancien monastère des Bénédictines, tout près de la Cité des métiers et des arts de Limoges, cette partie du jardin se caractérise par une reconstitution de milieux naturels régionaux (chênaie et charmaie, hêtraie, lande à bruyères, zone humide, tourbière). Il est agrémenté d'un kiosque. C'est par ce jardin que s'effectue l'accès aux souterrains de l'abbaye de la Règle.

## Jardin à la française
Il est divisé en trois : un espace autour d'un bassin et de jeux d'eau ayant un accès sur la rue de la Cathédrale, une grande esplanade agrémentée d'un bassin et d'un bosquet de tilleuls devant le musée des Beaux-Arts, et un jardin typiquement à la française (symétrie et dessins géométriques).
Il est en outre bordé d'une aire de jeux.

## Galerie

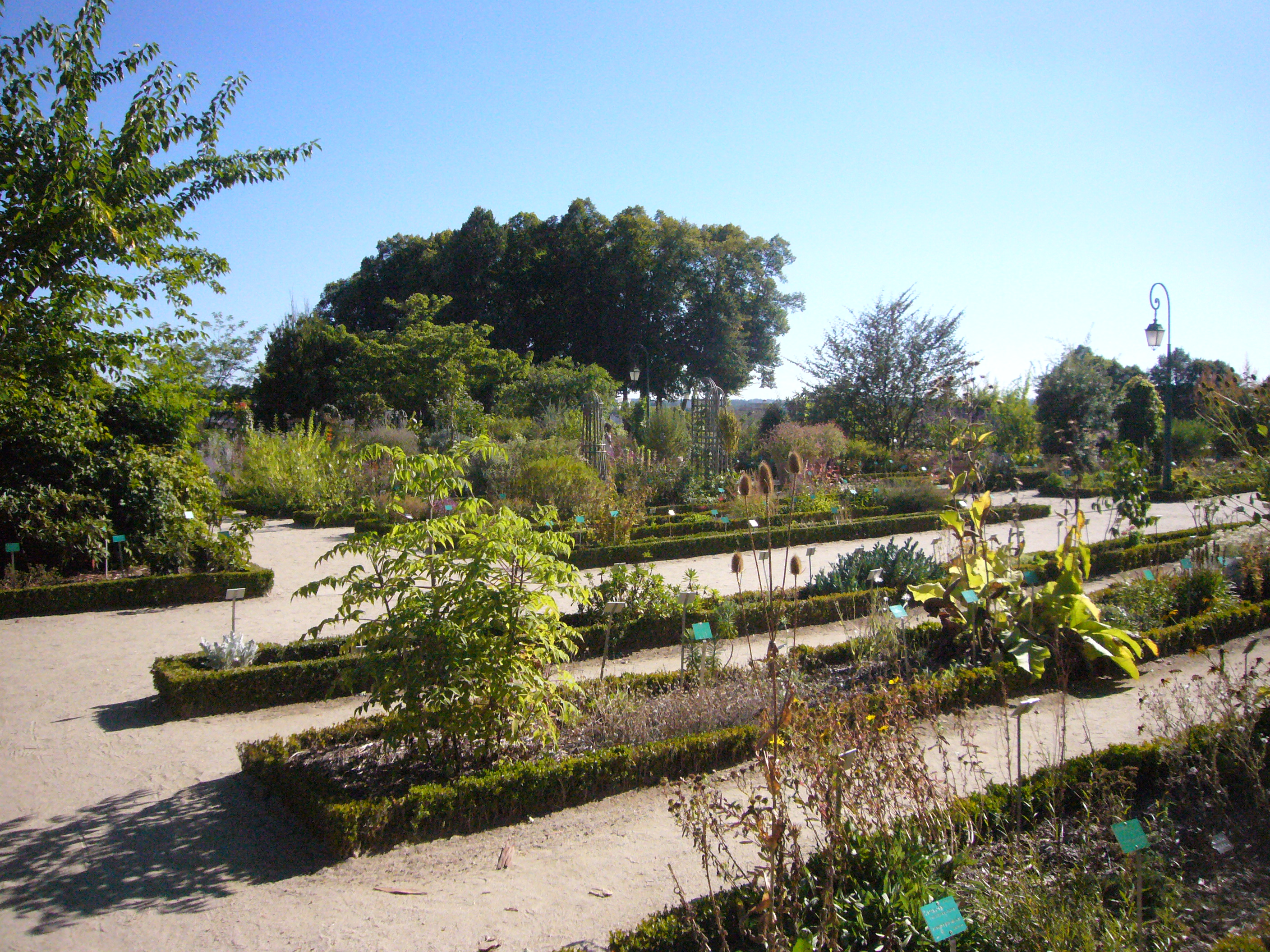
Le jardin historique
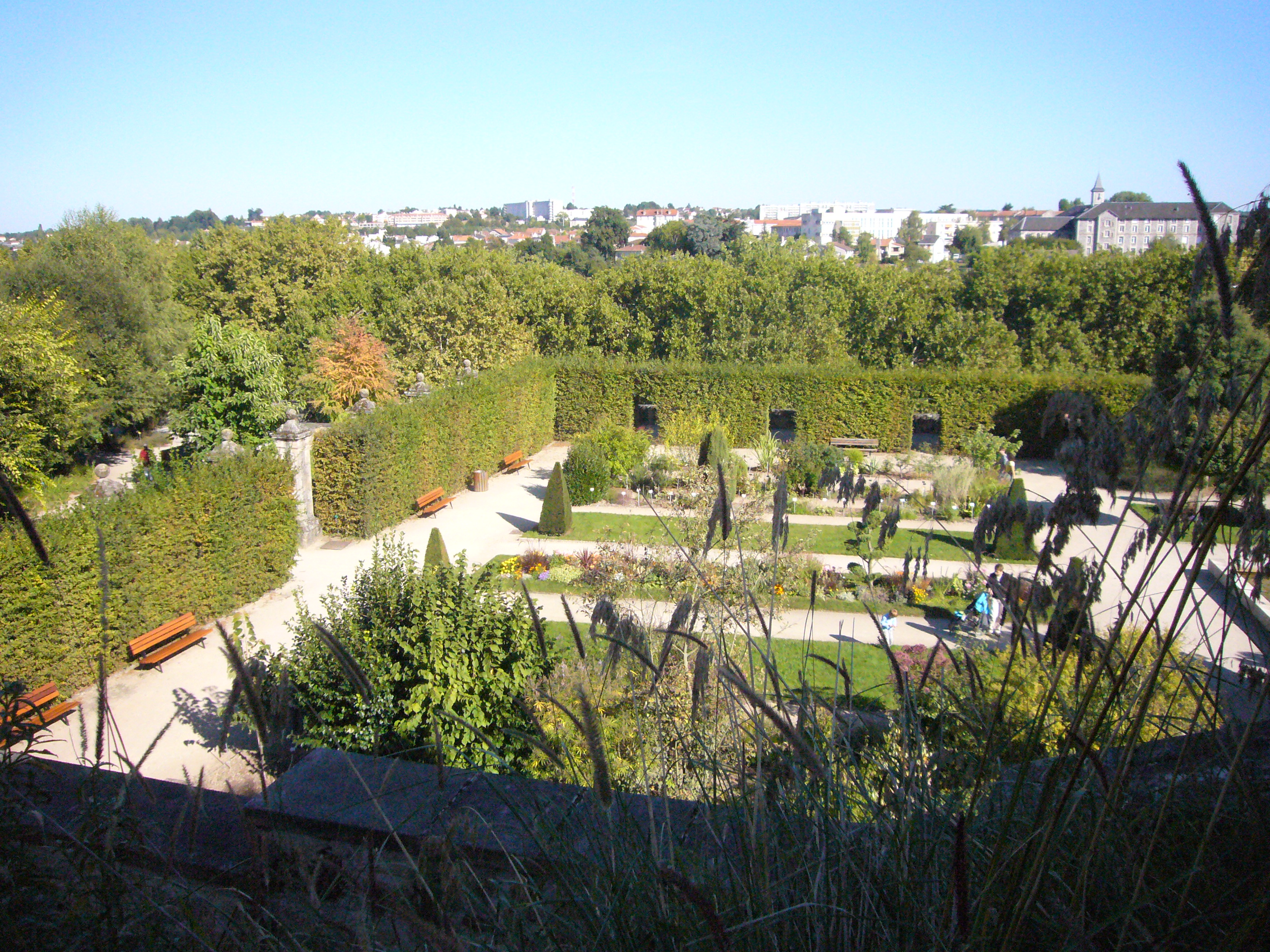
Le jardin à thèmes
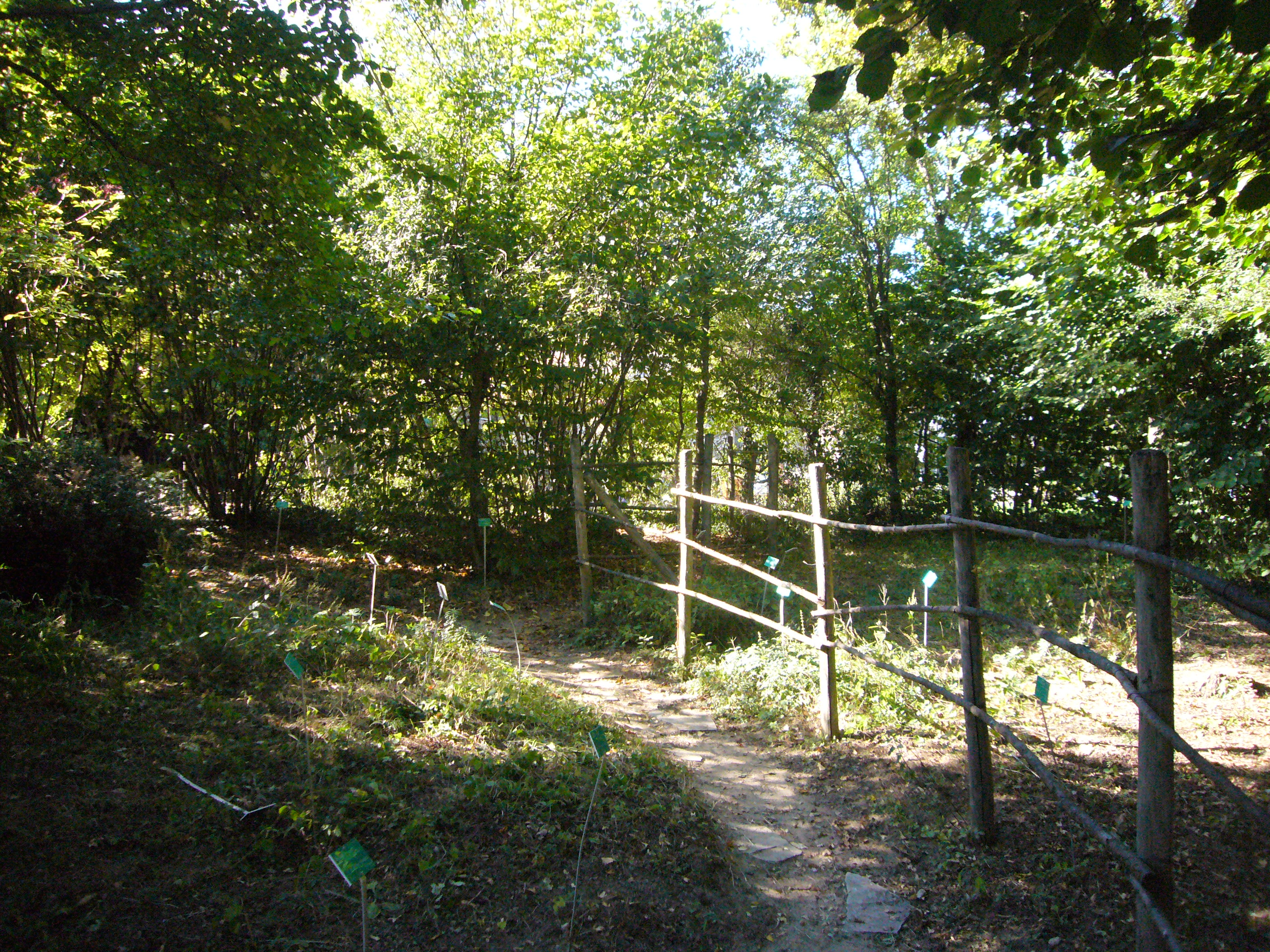
La chênaie-charmaie du jardin écologique
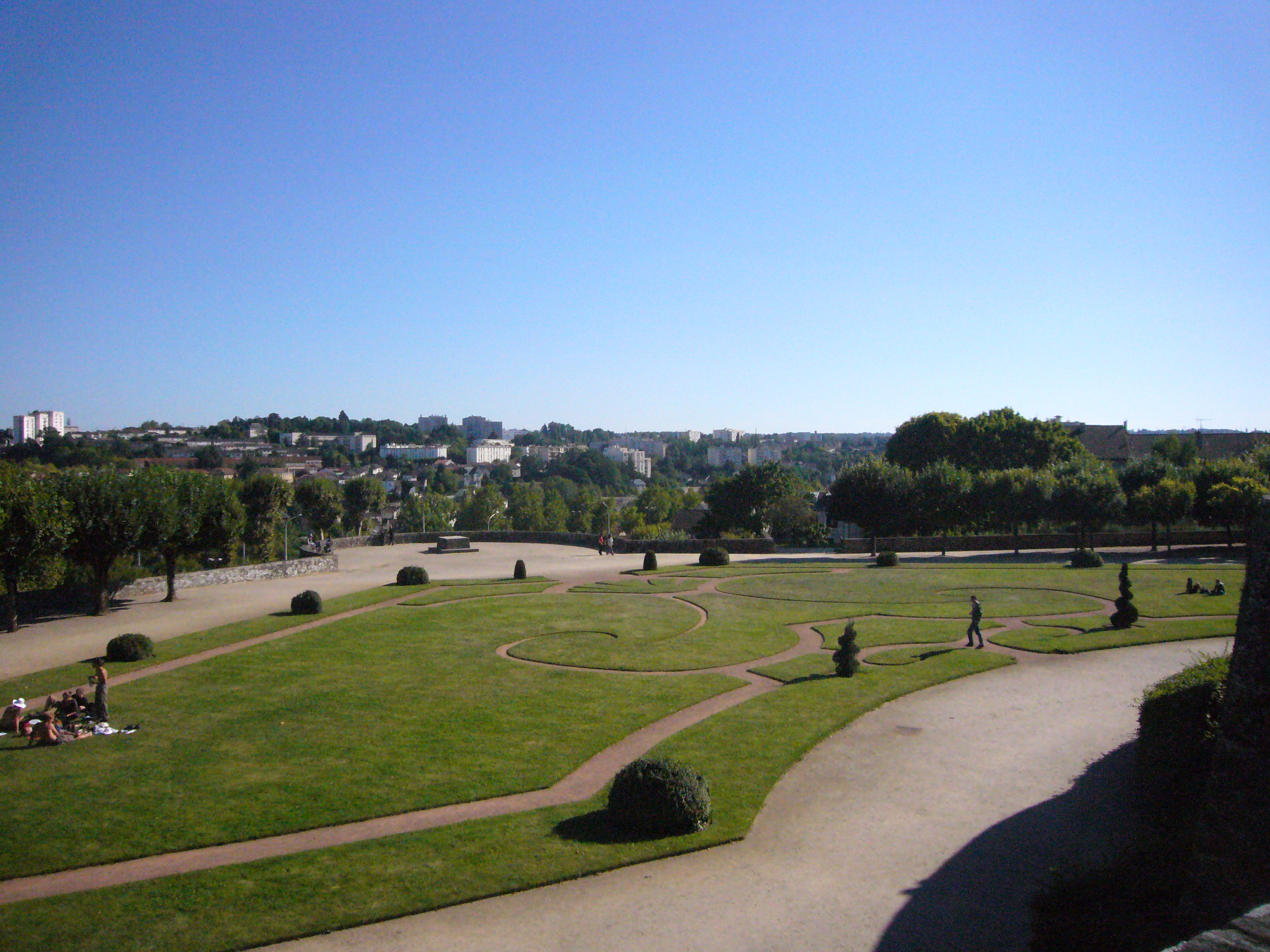
Une partie du jardin à la française
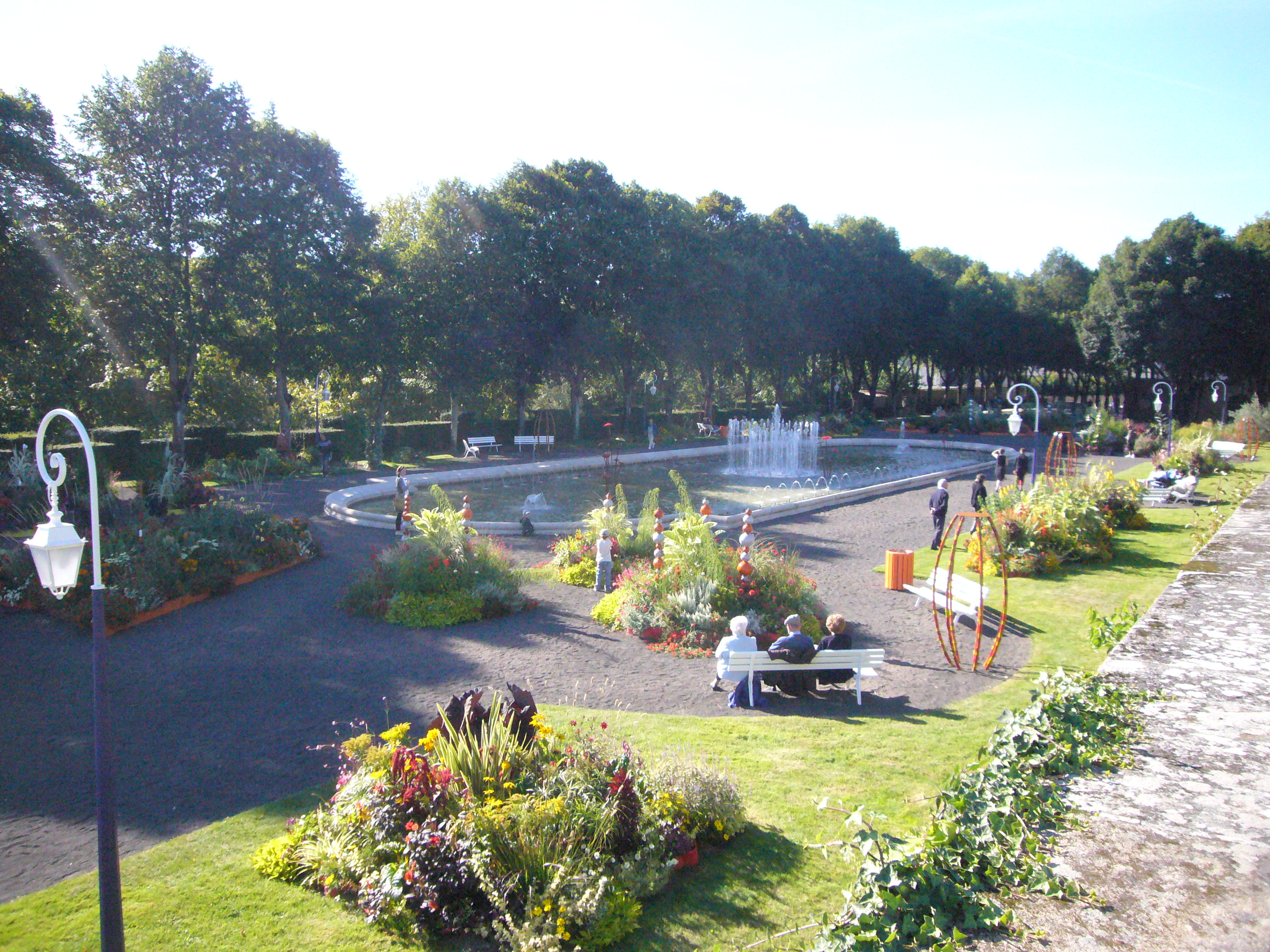
Un des bassins du jardin
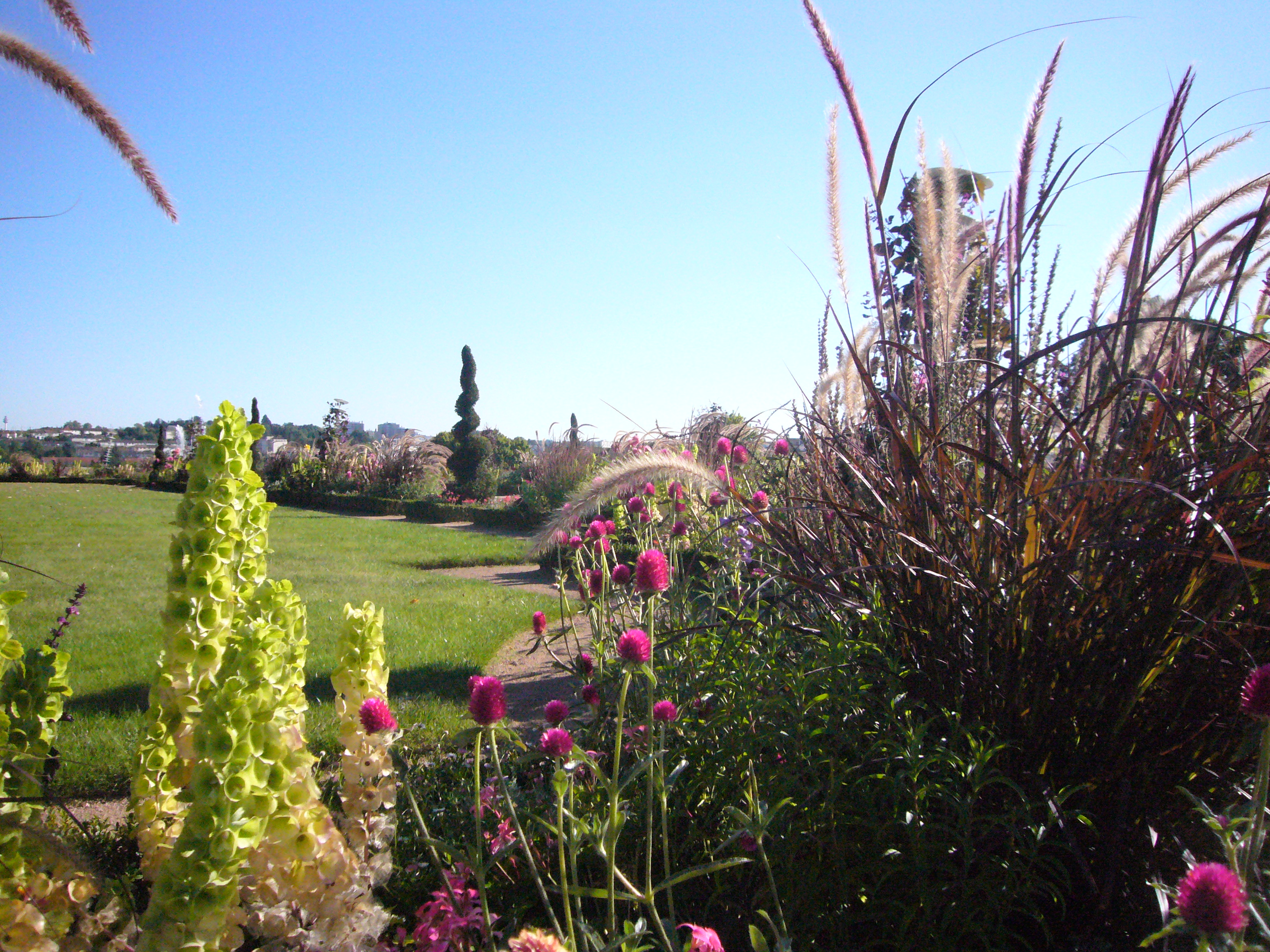
Plantes du jardin
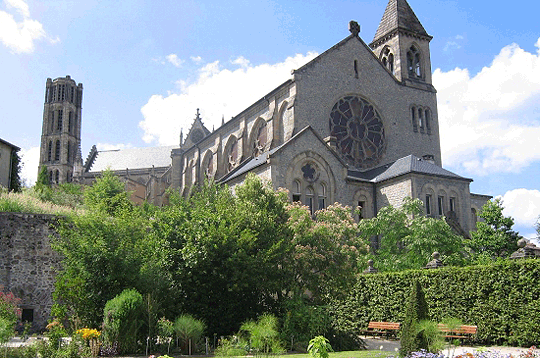
La cathédrale et l'abbaye de la Règle depuis les jardins
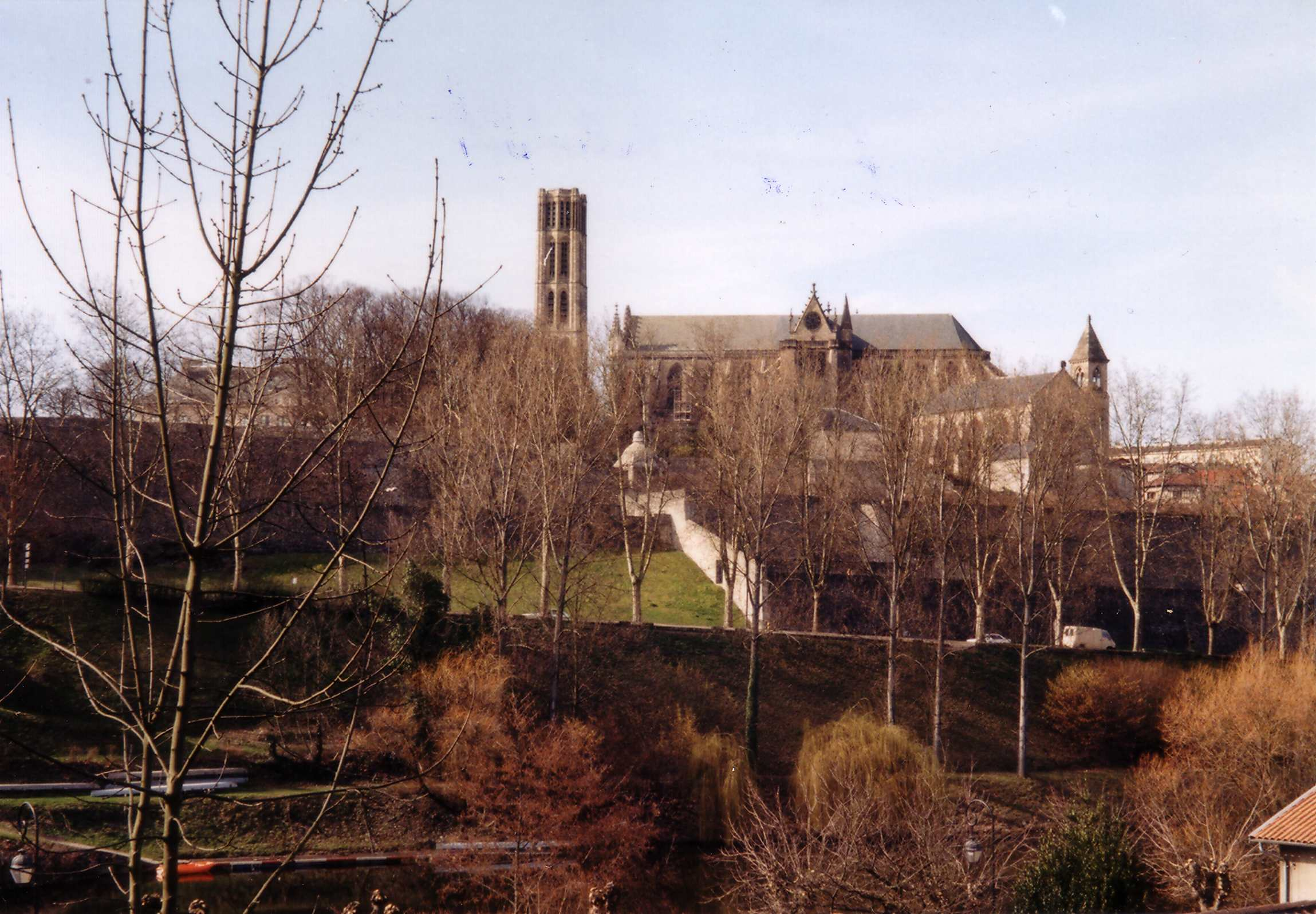
Les terrasses vues depuis la rive gauche de la Vienne
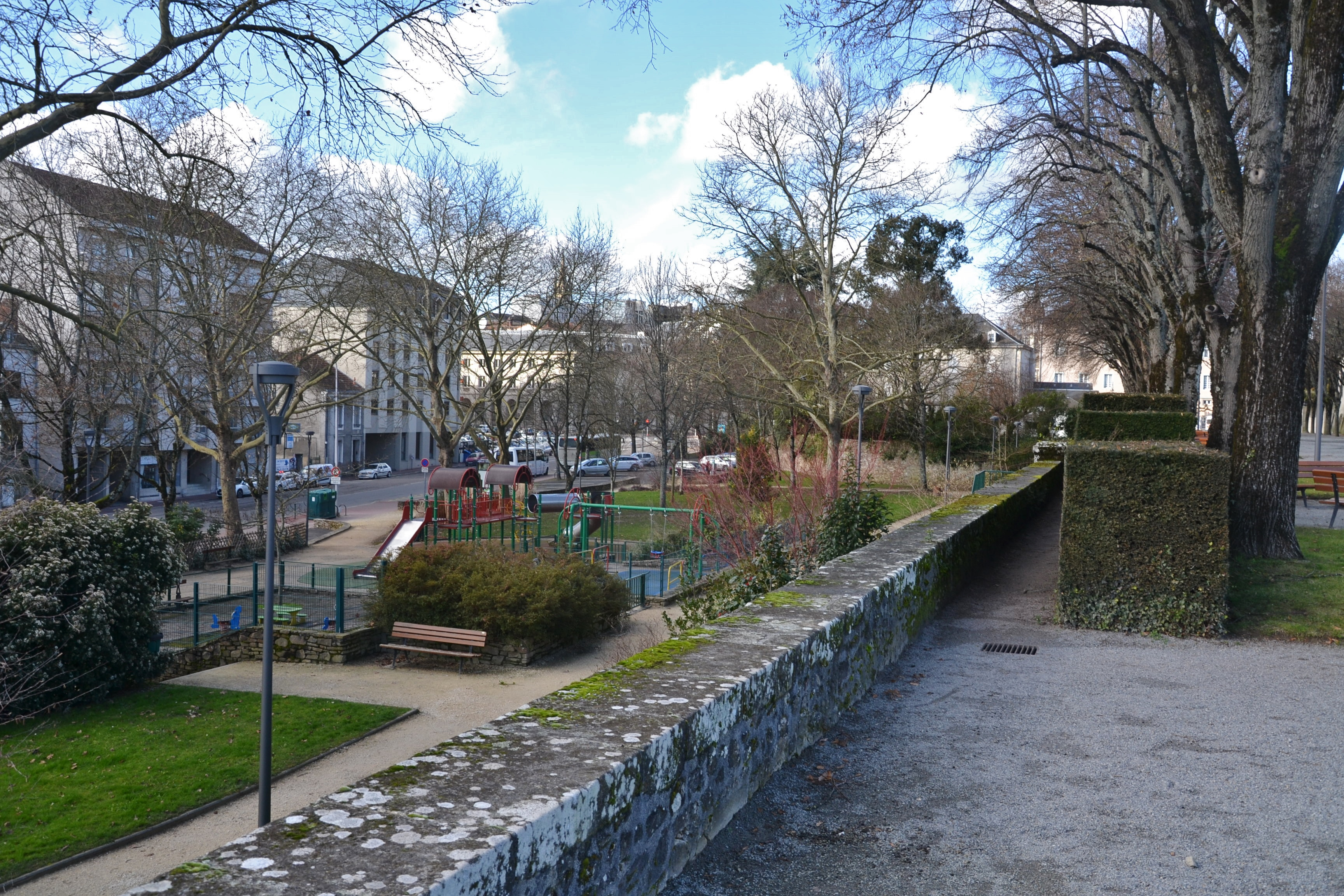
L'aire de jeux
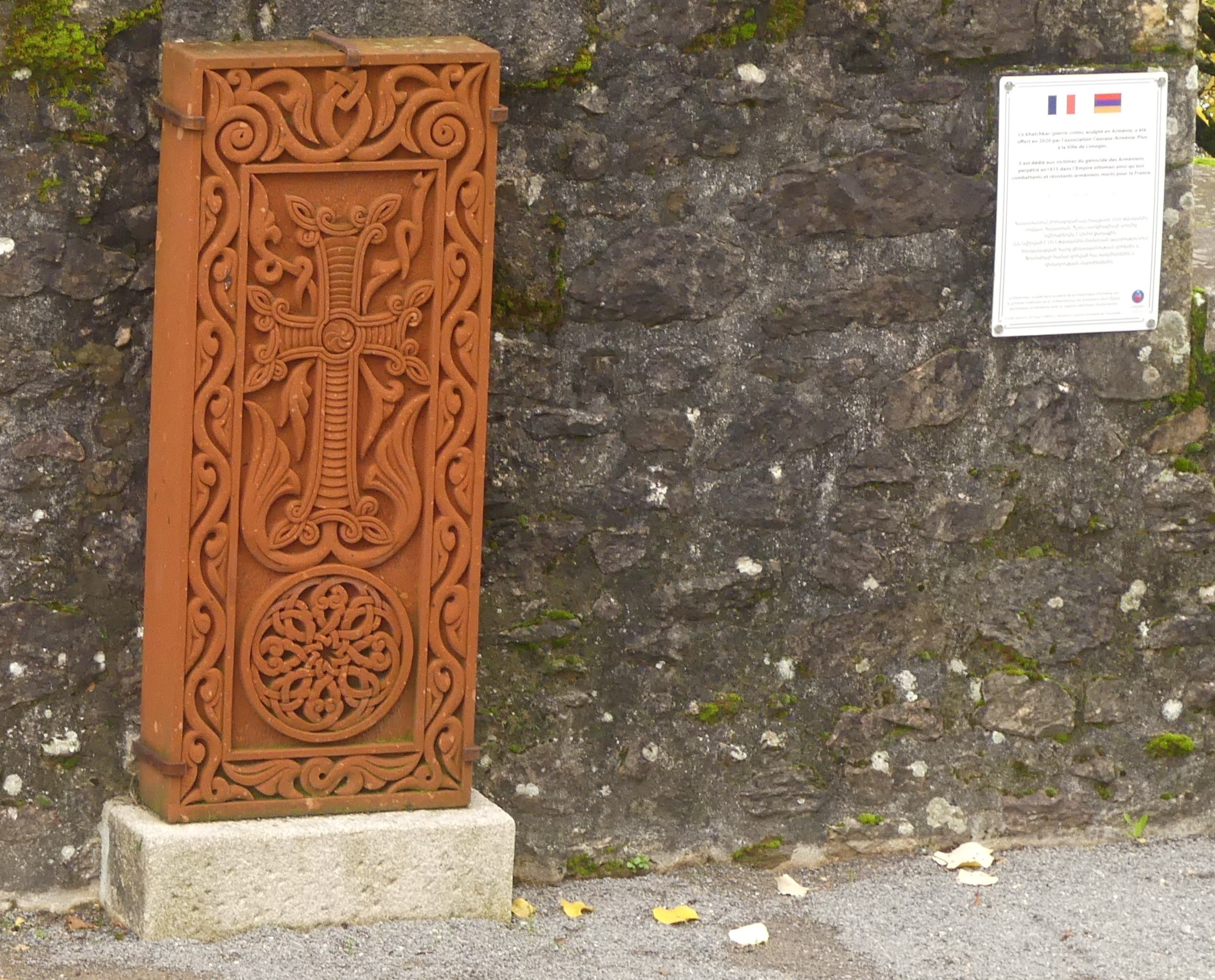
Khatchkar de Limoges, sculpture mémorielle du génocide arménien (2022).